# Germania ai IV Giochi olimpici invernali
La Germania nazista partecipò ai IV Giochi olimpici invernali, svoltisi a Garmisch-Partenkirchen, Germania, dal 6 al 16 febbraio 1936, con una delegazione di 55 atleti impegnati in otto discipline.

## Medagliere

### Per discipline
| Sport                 | Oro | Argento | Bronzo | Totale |
| --------------------- | --- | ------- | ------ | ------ |
| Sci alpino            | 2   | 2       | 0      | 0      |
| Pattinaggio di figura | 1   | 1       | 0      | 0      |
| Totale                | 3   | 3       | 0      | 0      |

### Medaglie
| Medaglia | Atleta                  | Sport                 | Evento                         |
| -------- | ----------------------- | --------------------- | ------------------------------ |
| Oro      | Maxi Herber Ernst Baier | Pattinaggio di figura | Pattinaggio di figura a coppie |
| Oro      | Franz Pfnür             | Sci alpino            | Combinata maschile             |
| Oro      | Christl Cranz           | Sci alpino            | Combinata femminile            |
| Argento  | Ernst Baier             | Pattinaggio di figura | Pattinaggio di figura maschile |
| Argento  | Gustav Lantschner       | Sci alpino            | Combinata maschile             |
| Argento  | Käthe Grasegger         | Sci alpino            | Combinata femminile            |